# Neonoemacheilus
Neonoemacheilus is een geslacht van straalvinnige vissen uit de familie van de bermpjes (Nemacheilidae).

## Soorten
- Neonoemacheilus assamensis (Menon, 1987)
- Neonoemacheilus labeosus (Kottelat, 1982)
- Neonoemacheilus mengdingensis Zhu & Guo, 1989
- Neonoemacheilus morehensis Arunkumar, 2000
- Neonoemacheilus peguensis (Hora, 1929)